# القرصنة في إندونيسيا

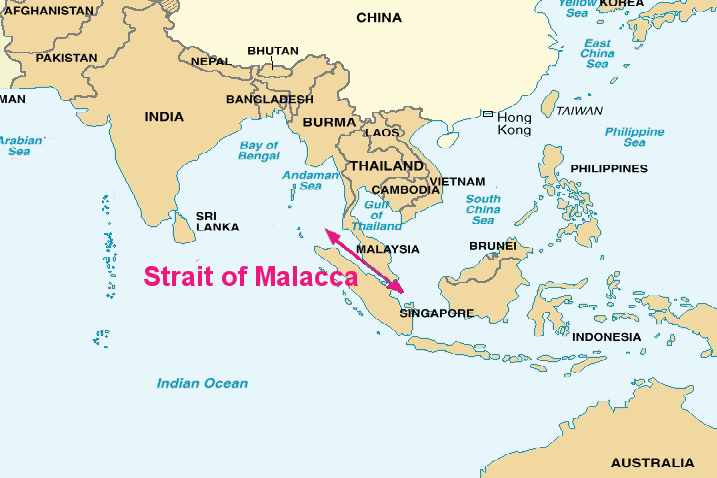
مضيق ملقا.

القرصنة في إندونيسيا تعد القرصنة في إندونيسيا ليست فقط سيئة السمعة، ولكن وفقًا لمسح أجراه المكتب البحري الدولي كانت أيضًا الدولة التي سجلت أعلى معدل لهجمات القراصنة في عام 2004، حيث تراجعت لاحقًا إلى المركز الثاني لأسوأ بلد يتعرض لهجمات القرصنة في العالم في عام 2008 وراء نيجيريا. لا تزال إندونيسيا تعتبر البلد الأكثر خطورة في العالم بسبب ارتفاع معدل القرصنة. مع وجود أكثر من نصف جرائم القرصنة في العالم المحيطة بالمناطق المائية لجنوب شرق آسيا، جعلت الاضطرابات الناجمة عن القرصنة مضيق ملقا نقطة ساخنة مميزة للقراصنة تمثل معظم الهجمات في إندونيسيا، مما يجعل السفن التي تبحر في هذه المنطقة محفوف بالمخاطر منذ وصول الأوروبيين. يشمل مصطلح «القرصنة في إندونيسيا» حالتين من القراصنة الإندونيسيين الذين اختطفوا بضائع وأشياء أخرى، بالإضافة إلى ارتفاع معدل ممارسة القرصنة داخل البلد نفسه. يعد مضيق ملقا أيضًا أحد أكثر طرق الشحن ازدحامًا في العالم، حيث يمثل أكثر من خمسة وعشرين بالمائة من البضائع المقايضة في العالم والتي تأتي أساسًا من الصين واليابان. يوظف المضيق سنوياً حوالي 50.000 سفينة بقيمة التجارة العالمية، بما في ذلك النفط من الخليج العربي والسلع المصنعة إلى الشرق الأوسط وقناة السويس. النجاح الذي ينبع من هذه البوابة التجارية يجعل المضيق مكانًا مثاليًا لهجمات القراصنة.

## أسباب القرصنة
ووفقًا للمكتب البحري الدولي فإن القراصنة قادرون على تجاوز السلطات والتهرب من الكشف عن طريق تغطية العديد من الجزر التي تحيط بالمنطقة بسهولة. يوجد في المنطقة المحيطة بإندونيسيا وحدها تقديرات لأكثر من سبعمائة جزيرة ومناظر طبيعية من الجزر الاستوائية التي يستطيع القراصنة اللجوء إليها. بالإضافة إلى ذلك انخفضت العديد من القوات البحرية الرئيسية التي تستخدم للقيام بدوريات في أعالي البحار بنسبة 50 في المائة، مما أدى إلى ارتفاع معدل هجمات القراصنة في إندونيسيا. يتم تنفيذ العديد من هذه الجرائم للحصول على فدية، ولكن هناك خطر كبير عندما يكون هؤلاء القراصنة عصابات غير شرعية الذين يختطفون سفن القوارب والمراكب والصهاريج الكبيرة. هذه الحاويات تحمل غازات طبيعية متفجرة يمكن استخدامها كأسلحة. استمر القلق بشأن القرصنة في إندونيسيا في الارتفاع عندما تم تسجيله مرة أخرى في عام 2012 أنه في الأرخبيل الإندونيسي كان عدد السرقات الصغيرة المسجلة واحد وثمانين سرقة، وهذا يمثل أكثر من ربع حوادث القرصنة في العالم. بالإضافة إلى ذلك فإن الدوافع الاقتصادية مثل الفقر والفساد مسؤولة أيضًا عن ارتفاع معدلات هجمات القراصنة. كما تم دعمه في مقالة بحثية لـ ديفيد روزنبيرغ تشير إلى ارتفاع عدد الجرائم منذ أزمة العملة في إندونيسيا عام 1997، مما دفع العديد من الناس إلى أن يصبحوا قراصنة فقط لكسب أجر معيشي. وفقا لصحيفة بالي تايمز فإن كل من سنغافورة وماليزيا وإندونيسيا جميعهم مسؤولون عن تسيير دورياتهم في مناطقهم ولا يتمتعون بأي سلطة قضائية خارج أراضيهم المائية، مما يجعل المياه الإقليمية عرضة للمخاطر ويسهل على القراصنة الهرب منها. علاوة على ذلك مع كون ساحل إندونيسيا يبلغ طوله ضعف محيط الأرض، فمن الواضح أن القيام بدوريات في أراضيها المائية بأكثر من 12 سفينة غير كافٍ. خلال الأشهر الستة الأولى من عام 2012 تتحمل إندونيسيا وحدها المسؤولية عن عشرين بالمائة من هجمات القراصنة التي حدثت على مستوى العالم.

## الحالات الأخيرة
على مدى السنوات العشر الماضية انخفض عدد هجمات القراصنة في إندونيسيا. ومع ذلك لا تزال هناك تقارير عديدة عن القرصنة التي تحدث على طول المناطق الساحلية والخليج. في عام 2011 تم تسجيل 15 هجومًا في شهر يناير وحده، حيث بلغت خمس هجمات إجمالي عدد الجرائم خلال الربع الأول من تلك السنة. بالإضافة إلى ذلك خلال شهر سبتمبر من نفس العام تم الإبلاغ عن حالتين من هجمات القراصنة. تتكون المجموعة الأولى من أربعة قراصنة إندونيسيين تم اعتقالهم حيث اعترفوا بأنهم ساعدوا وحرضوا على نقابة أكبر تعمل في مضيق ملقا. وشملت المجموعة الثانية من المهاجمين خلال ذلك الشهر ستة رجال إندونيسيين كانوا محتجزين. وكانوا من المشتبه بهم لمجموعة من القراصنة الإندونيسيين الذين صعدوا على متن سفينة تجارية في سنغافورة. خلال الهجوم أطلقت طلقات تحذيرية وهرب القراصنة من مكان الحادث. ويعتقد أن المجموعة وصلت من باتام وهي جزيرة كانت تقع بالقرب من المضيق.
في عام 2012 استقل أربعة قراصنة سفينة شحن بالجملة في جريسيك إنر أنكوراج بإندونيسيا، ودخلوا إلى متجر السفينة الأمامية. تمكنوا من الهرب عندما رصدهم طاقم، ولكن القراصنة انطلقوا مع بعض الممتلكات من المتجر.

### تدخل الحكومة
في عام 2003 ذكرت سي إن إن أنه ما لم تفرض الحكومة الإندونيسية دوريات بحرية، فلن تنخفض معدلات جرائم القرصنة في أي وقت قريب. بعد الهجوم الذي وقع في التسعينيات دخلت إندونيسيا في شراكة مع سنغافورة وماليزيا لحماية ومراقبة وضمان سلامة وسلامة المياه المتاخمة خارج أراضيها. تتمثل إحدى طرق معالجة المشكلة، وفقًا لما أورده المكتب البحري الدولي في توخي الحذر لأن القراصنة غالبًا ما يتخلون عن هجماتهم في اللحظة التي يتم فيها رصدهم. هذا هو السبب في أن العلاقة بين السفينة والمياه أمر حيوي.
في سبتمبر 2011 نشرت اندونيسيا وماليزيا سفينتين حربيتين كجزء من دورية تعاون للإشراف على هجمات القراصنة في مضيق ملقا. كما سجلتها مجلة تايم وورلد، ادعى ضابط بحري إندونيسي أنه لن يكون هناك ما يضاهي القراصنة في عام 2004 بسبب وجود طرق سهلة للهجمات والفرار جعلت صيد هؤلاء القراصنة مستحيلاً بشكل جذري. بلغ عدد الهجمات خلال عام 2004 أيضا مستوى الأزمة. اعتبارًا من عام 2009 تمت مواجهة هذه المشكلة نظرًا لتلاشي معدل جرائم القراصنة. على الرغم من أن عدد هجمات القراصنة التي حدثت في الربع الأول من العام في عام 2009 قد تضاعف تقريبًا مقارنة بالفترة نفسها من العام السابق، إلا أن هجومًا واحدًا للقراصنة وقع في إندونيسيا مقابل 102 هجومًا على مستوى العالم. الحل كما ذكر مدير المكتب البحري الدولي في لندن، قال إن التنسيق والتعاون الجيد من الحكومات الإقليمية يلعبان دورًا في ردع الهجمات على النقل البحري التجاري، لأن الإشراف المترابط يؤدي إلى مهمة أكثر خطورة للقراصنة.